# Aldo Serena
Aldo Serena (Montebelluna, 1960. június 25. –) olasz válogatott labdarúgó.

## Pályafutása

### Klubcsapatban
Montebellunaban született, a pályafutását is itt kezdte. A Montebelluna felnőtt keretéhez 1977-ben került fel. Első szezonjában a Serie D-ben 29 mérkőzésen 9 alkalommal volt eredményes. A Serie A-ban 1978. november 19-én mutatkozott be az Internazionale játékosaként egy Lazio elleni 4–0-s győzelem alkalmával. Az Inter színeiben megnyerte az 1981–82-es olasz kupát. A kevés játéklehetőség miatt többször is kölcsönadták. Először a Como, majd a Bari, a városi rivális Milan és a Torino csapatainak. 1985 és 1987 közötti időszak eredményes volt számára, ekkor a Juventusban 51 mérkőzésen 21 gólt szerzett. Ezalatt megnyerték az interkontinentális kupát és az 1985–86-os bajnokságot is. 1987-ben visszatért az Internazionale csapatához, mellyel szintén sikeres tudott lenni. Második időszakában Giovanni Trapattoni edzősködése idején megnyerték az 1988–89-es szezont, az 1989-es olasz szuperkupát és az 1990–91-es UEFA-kupát. Az 1988–89-es idényben ráadásul 22 találattal a gólkirályi címert is megszerezte.
1991-ben a Milanhoz távozott, ahol szintén a második időszakát kezdte meg. Első időszakában hozzásegítette a klubot a Serie B megnyeréséhez 1983-ban, amikor 20 találkozón 8 gólt szerzett. A második időszakában Fabio Capello kezei alatt megnyerte az 1992-es olasz szuperkupát és újabb két bajnoki címet szerzett (1991–92, 1992–93). Bár az utolsó két idényében mindössze 10 mérkőzésen lépett pályára és 1993-ban be is fejezte a pályafutását.
Serena az egyetlen labdarúgó, aki játszott mindkét torinói és milánói rivális klubban és egyike azon hat labdarúgónak, aki három különböző csapattal is bajnok tudott lenni. Mindezt a Juventus, az Inter és a Milan csapataival érte el. Akikek még ez összejött a következők: Giovanni Ferrari, Filippo Cavalli, Pietro Fanna, Sergio Gori és Attilio Lombardo.

### A válogatottban
Tagja volt az 1984. évi nyári olimpiai játékokon részt vevő válogatott keretének, mellyel a negyedik helyen végeztek. Részt vett az 1986-os és az 1990-es világbajnokságon.
1984 és 1990 között 24 alkalommal szerepelt az olasz válogatottban és 5 gólt szerzett. 1984. december 8-án mutatkozott be egy Lengyelország elleni 2–0-as győzelem alkalmával Pescarában. Első gólját a nemzeti csapatban az NSZK ellen (2–1) szerezte 1986. február 5-én.
Az 1990-es világbajnokságon a 30. születésnapján gólt szerzett Uruguay ellen a nyolcaddöntőben, csapata pedig 2–0-val jutott tovább. Az elődöntőben könnyeivel küszködve jött le a pályáról, miután Argentína ellen hibázott a büntetőrúgásnál, amit Sergio Goycochea hárított. Később Serena elmondta, hogy nem szeretett volna tizenegyest rúgni, de végül Azeglio Vicini szövetségi kapitány kérésére kénytelen volt elvállalni, mert senki nem jelentkezett. Végül az olaszok a bronzmérkőzésen 2–1-re legyőzték Angliát. Utolsó mérkőzését a válogatottban 1990. december 22-én játszotta Ciprus ellen (4–0). A találkozón két gólt szerzett.

## Sikerei, díjai
Internazionale
- Olasz bajnok (1): 1988–89
- Olasz kupa (1): 1981–82
- Olasz szuperkupa (1): 1989
- UEFA-kupa (1): 1990–91

Juventus
- Olasz bajnok (1): 1985–86
- Interkontinentális kupa (1): 1985

AC Milan
- Olasz bajnok (2): 1991–92, 1992–93
- Olasz szuperkupa (1): 1992

Olaszország
- Világbajnoki bronzérmes (1): 1990

Egyéni
- Az olasz bajnokság gólkirálya (1): 1988–89 (22 gól)

## Külső hivatkozások
- Aldo Serena – a FIFA adatbázisában
- Aldo Serena adatlapja a National-Football-Teams.com oldalon (angolul)

- Aldo Serena (francia, angol nyelven). FootballDatabase.eu
- Aldo Serena (angol nyelven). eu-football.info
- Aldo Serena (olasz nyelven). figc.it, FIGC. [2005. március 6-i dátummal az eredetiből archiválva]. (Hozzáférés: 2018. július 23.)